# 남흉노
남흉노(중국어: 南匈奴)는 서기 48년 흉노의 제2차 분열로 인해 형성된 세력으로서, 몽골 고원에 계속 남아있었던 북흉노와 달리 한나라에 복속하여 오르도스 일대에 정착하였다. 북흉노가 89년에 멸망한 이후 로도 남흉노는 계속해서 존속하였으며, 한나라가 정치적 혼란으로 약화되자 하북과 산서 일대에서 점차 세력을 키웠다. 삼국시대에 접어든 215년에 조조는 남흉노를 통제하기 위해 5부로 나누어 각각 섬서, 산서, 하북 일대에 분치하였지만 이는 오히려 흉노 세력이 북중국에 자리잡고 강력한 정치세력으로 성장하는 계기가 되었다. 이후 삼국시대가 끝나고 사마씨의 서진이 혼란해진 틈을 타서 남흉노 출신의 유연은 북중국으로 침입하고 전조(前趙)를 건국함으로써 오호 십육국 시대의 서막을 열었다.